# Der Herr in Grau
Der Herr in Grau ist ein hochkarätig besetztes, düsteres, britisches Kostümfilmdrama aus dem Jahre 1943 von Leslie Arliss mit James Mason, Margaret Lockwood, Phyllis Calvert und Stewart Granger in den Hauptrollen. Die Geschichte basiert auf dem gleichnamigen Roman (1941) von Eleanor Smith. Der Herr in Grau gilt als Paradebeispiel des britischen Eskapismus-Kinos der Produktionsfirma Gainsborough während des Zweiten Weltkriegs.

## Handlung
Zu Beginn der 1940er Jahre kommt es auf dem Anwesen Lord Rohans zu einer Versteigerung. Die letzte Überlebende dieser einst angesehenen Adelsfamilie, Lady Clarissa, die derzeit ihren Kriegsdienst bei der britischen Marine ableistet, lernt bei dieser Gelegenheit den Air-Force-Piloten Rokeby kennen. Dieser interessiert sich für ein Schmuckdöschen aus der Kollektion. Als kriegsbedingt der Strom ausfällt, verabreden sich beide am nächsten Tag wieder. Bei ihrer Unterhaltung stellen Clarissa und Rokeby fest, dass es zwischen ihren Vorfahren Verbindungen gab, die äußerst tragisch verliefen.
Zur Zeit des Regency, also im ersten Viertel des 19. Jahrhunderts, existierte eine Urahnin Clarissas, die gleichfalls Clarissa hieß, und ein damaliger Rokeby. In einer Mädchenschule in Bath hatte die damalige Clarissa mit der aus sehr einfachen Verhältnissen stammenden Hesther Freundschaft geschlossen, ein Kontakt, der von ihrem standesdünkelnden, blasierten Umfeld nicht gern gesehen wurde. Hesther war das genaue Gegenteil der etwas gestelzten Upperclass-Schönheit: eine wilde, leidenschaftliche junge Frau von schnellem Entschluss, die in ihrer Ungezwungenheit sogar mit einem Fähnrich durchbrannte. Eine Zigeunerin, die Clarissa aus der Hand las, warnte die junge Frau aus gutem Hause, sich weiterhin mit Hesther, von der nichts Gutes zu erwarten sei, einzulassen. Beider Frauen Schicksale wurden aufs Schrecklichste miteinander verbunden, als Clarissa auf einem Ball den berüchtigten Lebemann und Wüstling Lord Rohan kennenlernte. Man nannte ihn aufgrund seiner Kleidung auch den „Herrn in Grau“. Rohan war nach außen hin ein kultivierter Gentleman, der aber tief im Innern eine stark sadistische Ader besaß. Rohan hatte zu dem Ball geladen, um sich unter den jungen Damen eine Braut auszusuchen. Clarissa wurde in eine Ehe mit ihm hineingedrängt, die einzig dazu diente, Lord Rohan einen männlichen Stammhalter zu bescheren. Ihr treuloser Gatte blieb lieblos, und beider Sohn, der Stammhalter, wurde ihr von Anbeginn nahezu vollkommen entzogen.
Als Clarissa eines Tages unterwegs war, wurde sie von einem mutmaßlichen Wegelager namens Rokeby aufgehalten, den sie später auf der Bühne wiedersah. Hier spielte der elegante Galan den Othello im gleichnamigen Shakespeare-Stück. Seine Desdemona war ausgerechnet Hesther! So lernte Hesther schließlich auch Clarissas Gatten, den Lord, kennen. Der erkannte in ihr eine Schwester im Geiste, die wie er intrigant, verlogen, rücksichtslos und heimtückisch war. Anders als Clarissa glaubte er Hesthers Erzählungen von ihrem angeblich schrecklichen Lebensschicksal nicht. Sie sagte, dass ihr Fähnrich-Gatte in ihren Armen gestorben sei und sie mittellos zurückgelassen hatte. Clarissa zeigt sich bestürzt, ihr Gatte Rohan hingegen spürte instinktiv, dass Hesther lügt. Rohan war von dieser Frau, die er als enge Begleiterin seiner Gattin akzeptierte, fasziniert. Ihre Skrupellosigkeit, ihre Lügen, ihre Härte, an das angestrebte Ziel zu gelangen – all das erinnerte ihn sehr an sich selbst. Obwohl er das eigentlich nicht wollte, ließ er sich von Clarissa Hesther als Gouvernante für beider Sohn aufschwatzen. Es kam wie es kommen muss: Lord Rohan begann heimlich eine Affäre mit der skrupellosen Lügnerin und Intrigantin Hesther.
Bei einem Derby traf Clarissa Rokeby wieder und musste feststellen, dass dieser trotz bei der ersten doch recht merkwürdig ausgefallenen Begegnung in Wahrheit ein Gentleman war. Hesther begann derweil ihre Intrigen fortzuspinnen. Sie wollte Clarissa als Rohans Gattin verdrängen, und da sie instinktiv spürte, dass sich zwischen ihr und Rokeby so etwas wie eine Romanze entspinnen würde, versuchte sie diese Entwicklung noch zu befeuern. Clarissa und Rokeby sollten nicht mehr im Umfeld Lord Rohans sein. Ihr gelang es, ihren Arbeitgeber Lord Rohan zu überreden, Rokeby als Bibliotheksverwalter auf dem Landsitz einzustellen. Hesthers Ziel: Rohan sollte sich von Clarissa trennen und stattdessen eines Tages sie heiraten. Damit wäre der lang ersehnte gesellschaftliche und finanzielle Aufstieg perfekt. Doch Rohan ließ sich nicht so leicht manipulieren: Er weigerte sich, Clarissa für Rokeby ziehen zu lassen, und so drohte Clarissas „schöner“ Plan nicht aufzugehen. Daher verfiel sie auf die bösartige Idee, Clarissa in den Tod zu treiben. Während Lord Rohans Abwesenheit erkrankte Clarissa, und Hesther setzte sie mittels Drogen in einen Tiefschlaf und öffnete unter dem Vorwand, sie zu pflegen, die Fenster, während draußen ein Sturm tobte. Tatsächlich starb Clarissa bald darauf. Hesther hatte noch nicht genug, sie wollte jede Erinnerung an Clarissa auslöschen und verbrannte all ihre persönliche Habe. Der einzige Zeuge, ein Pagenjunge namens Toby, erzählte Rohan davon. Dieser, außer sich vor Zorn, nahm seine Reitgerte und peitschte die Intrigantin buchstäblich zu Tode. Rohan folgte damit dem alten Familienmotto: "Wer uns entehrt, stirbt."
Zurück ins Jahr 1941: Clarissas Schmuckkästchen hat die zwei Jahrhunderte und einen Brand während Clarissas Todeskampf überdauert. Die Versteigerung des Rohan-Anwesens wird am nächsten Tag wieder aufgenommen. Doch Clarissa und Rokeby kommen zu spät, um die kleine Schatulle zu erwerben. Der Grund: Eine Wahrsagerin hat ihnen in der Zwischenzeit eine wunderbare gemeinsame Zukunft vorausgesagt.

## Produktionsnotizen
Der Roman von Eleanor Smith erwies sich 1942 in Großbritannien aber auch in den USA trotz einer gewissen Verstaubtheit als wahrer Bestseller, woraufhin augenblicklich noch im selben Jahr eine Verfilmung von The Man in Grey in Auftrag gegeben wurde. Der Film wurde am 6. August 1943 in London uraufgeführt. Die deutsche Premiere fand im Februar 1946 statt.
Für drei der Hauptdarsteller, Mason, Calvert und Granger, bedeutete dieser Film den Karrieredurchbruch, während Margaret Lockwood bereits ein Star war.
Maurice Ostrer übernahm die Produktionsleitung. Walter Murton, dessen letzte Filmtätigkeit dies war, entwarf die Filmbauten, Elizabeth Haffenden die Kostüme. Louis Levy hatte die musikalische Leitung.
Die Entstehungskosten des Films blieben unter 100.000 britische Pfund, die Einnahmen lagen bei deutlich über 300.000 Pfund. Damit war Der Herr in Grau ein großer kommerzieller Erfolg. In Deutschland lief der Streifen weitaus schlechter.

## Wissenswertes
In der zweiten Hälfte des Zweiten Weltkriegs entwickelte sich die produzierende Filmgesellschaft Gainsborough Pictures, beginnend mit Der Herr in Grau, zur bedeutendsten Firma, wenn es darum ging, opulente Kostümdramen und tränenreiche Liebesschnulzen herzustellen. Fast alle von Gainsborough in den 1940er Jahren entstandenen Streifen, die nahezu durchgehend unmittelbar nach Kriegsende auch auf dem deutschen Markt herausgebracht wurden, entwickelten sich – „obwohl die  Kritik mit Verachtung über sie schrieb“, wie Jörg Helbig erinnerte – zu großen Kassenmagneten in Europa, bisweilen auch auf dem US-amerikanischen Markt und brachten zudem zahlreiche Filmstars hervor, allen voran Margaret Lockwood, James Mason, Patricia Roc, Phyllis Calvert und Stewart Granger. Zu Gainsboroughs größten Erfolgen zählen Gaslicht und Schatten, Madonna der sieben Monde, Cornwall Rhapsodie, Die Frau ohne Herz, Drei Ehen, Gefährliche Reise und Paganini.

## Kritiken
Das Lexikon des Internationalen Films urteilt: „Eine skrupellose Abenteurerin bringt ihre Freundin, die Ehefrau ihres aristokratischen Geliebten, um und wird selbst von diesem bestialisch ermordet. Nur James Masons souveräne Darstellung macht den düsteren, in vielen Rückblenden konfus in Szene gesetzten Schauerroman aus dem 18. Jahrhundert [sic!] halbwegs ansehenswert.“
Der Movie & Video Guide konstatierte: „Ausgefeiltes Kostümdrama, erzählt in Rückblenden, ist unterhaltsam“.

„Alle lange Zeit erprobte Ingredienzien: Zigeuner-Wahrsager, finster dreinblickende Schurken mit schwarzen Augenbrauen, ein überschwängliches Tagebuch, das von einem kandierte Veilchen mampfenden, rehäugigen Mädchen bewahrt wird, eine feuerspuckende Abenteuerin, die von Zwietracht und tiefdekolletierten Gewändern schwärmt ...“

Halliwell‘s Film Guide meinte, es handele sich hierbei um ein „ziemlich stumpfsinnig aufgeführtes Rückblenden-Kostümmelodram, das die öffentliche Phantasie inmitten eines düsteren Weltkriegs“ evoziere.
“Es ist wahrlich nicht alles Gold, was glänzt bei den ausländischen Filmen, die nach dem Zweiten Weltkrieg von den Alliierten in die Besatzungszonen geschickt werden. Auch Der Herr in Grau aus England erfüllt kaum die Erwartungen und ist in seiner düsteren Schwermütigkeit – garniert mit Rückblenden – nicht unbedingt geeignet, die Erwartungen des Publikums zu erfüllen.”